# Олешно (Свентокшиське воєводство)
Олешно (пол. Oleszno) — село в Польщі, у гміні Красоцин Влощовського повіту Свентокшиського воєводства.
Населення — 1158 осіб (2011).
У 1975-1998 роках село належало до Келецького воєводства.

## Демографія
Демографічна структура на день 31 березня 2011 року:
|          | Загалом | Допрацездатний вік | Працездатний вік | Постпрацездатний вік |
| -------- | ------- | ------------------ | ---------------- | -------------------- |
| Чоловіки | 580     | 105                | 410              | 65                   |
| Жінки    | 578     | 114                | 325              | 139                  |
| Разом    | 1158    | 219                | 735              | 204                  |